# Al-Faisaly Football Club
L'Al-Faisaly Football Club, noto come Al-Faisaly (in arabo:  نادي الفيصلي), è una società di calcio con sede a Harmah, in Arabia Saudita. Milita nella seconda serie saudita.

## Storia
Il club fu fondato nel 1954 ad Harmah e trae il nome dal re Faysal dell'Arabia Saudita.
Nel 2005-2006, grazie al secondo posto nella seconda serie nazionale, ottenne la promozione nella massima divisione saudita, divenendo il primo club della regione di Sudair a raggiungere il massimo livello del campionato nazionale. La retrocessione fu immediata, ma una nuova promozione in massima serie fu ottenuta al termine della stagione 2009-2010, in cui la squadra si aggiudicò il campionato di seconda serie. Nell'annata 2017-2018 la squadra raggiunse la finale della Coppa del Re dei Campioni, persa contro l'Al-Ittihad per 1-3. Nel 2020-2021 si aggiudicò il trofeo battendo per 3-2 l'Al-Taawoun grazie alla tripletta di Júlio Tavares e si qualificò, così, all'AFC Champions League. Sconfitta dall'Al-Hilal ai tiri di rigore (3-4 dopo il 2-2 dei tempi supplementari) nella Supercoppa saudita 2021, la formazione di Harmah esordì in AFC Champions League battendo per 2-1 i qatarioti dell'Al-Sadd, per poi vincere il girone e approdare agli ottavi di finale del torneo. In campionato, però, la squadra ebbe difficoltà, tanto che, dopo dodici stagioni consecutive nella massima serie, retrocesse al termine dell'annata 2021-2022.

## Palmarès

### Competizioni nazionali
- Coppa del Re dei Campioni: 1

2020-2021
- Campionato saudita di seconda divisione: 1

2009-2010

## Rosa

### Rosa 2024-2025
Aggiornata al 4 gennaio 2025.
| N. |                           | Ruolo | Calciatore         |
| -- | ------------------------- | ----- | ------------------ |
| 2  | Arabia Saudita (bandiera) | D     | Abdullah Al-Hassan |
| 6  | Paesi Bassi (bandiera)    | C     | Hicham Faik        |
| 7  | Brasile (bandiera)        | A     | Rossi              |
| 8  | Brasile (bandiera)        | C     | Lucas Souza        |
| 10 | Arabia Saudita (bandiera) | C     | Tariq Al-Kabe      |
| 12 | Brasile (bandiera)        | C     | Morato             |
| 14 | Arabia Saudita (bandiera) | C     | Ibrahim Ghaleb     |
| 15 | Arabia Saudita (bandiera) | C     | Ahmed Ashraf       |
| 18 | Arabia Saudita (bandiera) | D     | Mohammed Qassem    |
| 19 | Capo Verde (bandiera)     | A     | Júlio Tavares      |
| 26 | Arabia Saudita (bandiera) | P     | Mustafa Malayekah  |
| 27 | Arabia Saudita (bandiera) | C     | Doaihy Al-Sahli    |

| N. |                           | Ruolo | Calciatore              |
| -- | ------------------------- | ----- | ----------------------- |
| 28 | Arabia Saudita (bandiera) | P     | Ahmed Al-Kassar         |
| 47 | Arabia Saudita (bandiera) | C     | Mustafa Al-Bassas       |
| 55 | Arabia Saudita (bandiera) | C     | Moshari Al-Thamali      |
| 77 | Arabia Saudita (bandiera) | C     | Khalid Al-Kabi          |
| 78 | Arabia Saudita (bandiera) | D     | Khaled Hussein Daghriri |
| 87 | Arabia Saudita (bandiera) | A     | Meshal Khayrallah       |
| 88 | Arabia Saudita (bandiera) | C     | Abdulaziz Al-Shereid    |
|    | Arabia Saudita (bandiera) | C     | Shaye Sharahili         |
|    | Arabia Saudita (bandiera) | D     | Awadh Khrees            |
|    | Arabia Saudita (bandiera) | D     | Hussien Hawsawi         |

### Rosa 2023-2024
Aggiornata al 31 gennaio 2024.
| N. |                           | Ruolo | Calciatore         |
| -- | ------------------------- | ----- | ------------------ |
| 2  | Arabia Saudita (bandiera) | D     | Abdullah Al-Hassan |
| 6  | Paesi Bassi (bandiera)    | C     | Hicham Faik        |
| 7  | Brasile (bandiera)        | A     | Rossi              |
| 8  | Arabia Saudita (bandiera) | C     | Khaled Al-Sumairi  |
| 10 | Arabia Saudita (bandiera) | C     | Tariq Al-Kabe      |
| 14 | Arabia Saudita (bandiera) | C     | Ibrahim Ghaleb     |
| 15 | Arabia Saudita (bandiera) | C     | Ahmed Ashraf       |
| 18 | Arabia Saudita (bandiera) | D     | Mohammed Qassem    |
| 19 | Capo Verde (bandiera)     | A     | Júlio Tavares      |
| 26 | Arabia Saudita (bandiera) | P     | Mustafa Malayekah  |
| 27 | Arabia Saudita (bandiera) | C     | Doaihy Al-Sahli    |

| N. |                           | Ruolo | Calciatore              |
| -- | ------------------------- | ----- | ----------------------- |
| 28 | Arabia Saudita (bandiera) | P     | Ahmed Al-Kassar         |
| 47 | Arabia Saudita (bandiera) | C     | Mustafa Al-Bassas       |
| 55 | Arabia Saudita (bandiera) | C     | Moshari Al-Thamali      |
| 77 | Arabia Saudita (bandiera) | C     | Khalid Al-Kabi          |
| 78 | Arabia Saudita (bandiera) | D     | Khaled Hussein Daghriri |
| 87 | Arabia Saudita (bandiera) | A     | Meshal Khayrallah       |
| 88 | Arabia Saudita (bandiera) | C     | Abdulaziz Al-Shereid    |
|    | Arabia Saudita (bandiera) | C     | Shaye Sharahili         |
|    | Arabia Saudita (bandiera) | D     | Awadh Khrees            |
|    | Arabia Saudita (bandiera) | D     | Hussien Hawsawi         |

### Rosa 2022-2023
Aggiornata al 5 febbraio 2023.
| N. |                           | Ruolo | Calciatore         |
| -- | ------------------------- | ----- | ------------------ |
| 2  | Arabia Saudita (bandiera) | D     | Abdullah Al-Hassan |
| 6  | Paesi Bassi (bandiera)    | C     | Hicham Faik        |
| 7  | Brasile (bandiera)        | A     | Rossi              |
| 8  | Arabia Saudita (bandiera) | C     | Khaled Al-Sumairi  |
| 10 | Arabia Saudita (bandiera) | C     | Tariq Al-Kabe      |
| 14 | Arabia Saudita (bandiera) | C     | Ibrahim Ghaleb     |
| 15 | Arabia Saudita (bandiera) | C     | Ahmed Ashraf       |
| 18 | Arabia Saudita (bandiera) | D     | Mohammed Qassem    |
| 19 | Capo Verde (bandiera)     | A     | Júlio Tavares      |
| 26 | Arabia Saudita (bandiera) | P     | Mustafa Malayekah  |
| 27 | Arabia Saudita (bandiera) | C     | Doaihy Al-Sahli    |

| N. |                           | Ruolo | Calciatore              |
| -- | ------------------------- | ----- | ----------------------- |
| 28 | Arabia Saudita (bandiera) | P     | Ahmed Al-Kassar         |
| 47 | Arabia Saudita (bandiera) | C     | Mustafa Al-Bassas       |
| 55 | Arabia Saudita (bandiera) | C     | Moshari Al-Thamali      |
| 77 | Arabia Saudita (bandiera) | C     | Khalid Al-Kabi          |
| 78 | Arabia Saudita (bandiera) | D     | Khaled Hussein Daghriri |
| 87 | Arabia Saudita (bandiera) | A     | Meshal Khayrallah       |
| 88 | Arabia Saudita (bandiera) | C     | Abdulaziz Al-Shereid    |
|    | Arabia Saudita (bandiera) | C     | Shaye Sharahili         |
|    | Arabia Saudita (bandiera) | D     | Awadh Khrees            |
|    | Arabia Saudita (bandiera) | D     | Hussien Hawsawi         |

### Rosa 2021-2022
Aggiornata al 10 febbraio 2022.
| N. |                           | Ruolo | Calciatore         |
| -- | ------------------------- | ----- | ------------------ |
| 2  | Arabia Saudita (bandiera) | D     | Abdullah Al-Hassan |
| 3  | Brasile (bandiera)        | D     | Igor Rossi         |
| 4  | Brasile (bandiera)        | D     | Raphael Silva      |
| 6  | Paesi Bassi (bandiera)    | C     | Hicham Faik        |
| 8  | Arabia Saudita (bandiera) | C     | Khaled Al-Sumairi  |
| 10 | Arabia Saudita (bandiera) | C     | Tariq Al-Kabe      |
| 11 | Brasile (bandiera)        | C     | Guilherme Augusto  |
| 14 | Arabia Saudita (bandiera) | C     | Ibrahim Ghaleb     |
| 15 | Arabia Saudita (bandiera) | C     | Ahmed Ashraf       |
| 18 | Arabia Saudita (bandiera) | D     | Mohammed Qassem    |
| 19 | Capo Verde (bandiera)     | A     | Júlio Tavares      |
| 26 | Arabia Saudita (bandiera) | P     | Mustafa Malayekah  |

| N. |                           | Ruolo | Calciatore              |
| -- | ------------------------- | ----- | ----------------------- |
| 27 | Arabia Saudita (bandiera) | C     | Doaihy Al-Sahli         |
| 28 | Arabia Saudita (bandiera) | P     | Ahmed Al-Kassar         |
| 47 | Arabia Saudita (bandiera) | C     | Mustafa Al-Bassas       |
| 55 | Arabia Saudita (bandiera) | C     | Moshari Al-Thamali      |
| 77 | Arabia Saudita (bandiera) | C     | Khalid Al-Kabi          |
| 78 | Arabia Saudita (bandiera) | D     | Khaled Hussein Daghriri |
| 80 | Arabia Saudita (bandiera) | A     | Mohammed Al-Saiari      |
| 87 | Arabia Saudita (bandiera) | A     | Meshal Khayrallah       |
| 88 | Arabia Saudita (bandiera) | C     | Abdulaziz Al-Shereid    |
|    | Arabia Saudita (bandiera) | C     | Shaye Sharahili         |
|    | Arabia Saudita (bandiera) | D     | Awadh Khrees            |
|    | Arabia Saudita (bandiera) | D     | Hussien Hawsawi         |

### Rosa 2020-2021
Aggiornata al 10 febbraio 2021.
| N. |                           | Ruolo | Calciatore         |
| -- | ------------------------- | ----- | ------------------ |
| 2  | Arabia Saudita (bandiera) | D     | Abdullah Al-Hassan |
| 3  | Brasile (bandiera)        | D     | Igor Rossi         |
| 4  | Brasile (bandiera)        | D     | Raphael Silva      |
| 6  | Paesi Bassi (bandiera)    | C     | Hicham Faik        |
| 8  | Arabia Saudita (bandiera) | C     | Khaled Al-Sumairi  |
| 10 | Arabia Saudita (bandiera) | C     | Tariq Al-Kabe      |
| 11 | Brasile (bandiera)        | C     | Guilherme Augusto  |
| 14 | Arabia Saudita (bandiera) | C     | Ibrahim Ghaleb     |
| 15 | Arabia Saudita (bandiera) | C     | Ahmed Ashraf       |
| 18 | Arabia Saudita (bandiera) | D     | Mohammed Qassem    |
| 19 | Capo Verde (bandiera)     | A     | Júlio Tavares      |
| 26 | Arabia Saudita (bandiera) | P     | Mustafa Malayekah  |

| N. |                           | Ruolo | Calciatore              |
| -- | ------------------------- | ----- | ----------------------- |
| 27 | Arabia Saudita (bandiera) | C     | Doaihy Al-Sahli         |
| 28 | Arabia Saudita (bandiera) | P     | Ahmed Al-Kassar         |
| 47 | Arabia Saudita (bandiera) | C     | Mustafa Al-Bassas       |
| 55 | Arabia Saudita (bandiera) | C     | Moshari Al-Thamali      |
| 77 | Arabia Saudita (bandiera) | C     | Khalid Al-Kabi          |
| 78 | Arabia Saudita (bandiera) | D     | Khaled Hussein Daghriri |
| 80 | Arabia Saudita (bandiera) | A     | Mohammed Al-Saiari      |
| 87 | Arabia Saudita (bandiera) | A     | Meshal Khayrallah       |
| 88 | Arabia Saudita (bandiera) | C     | Abdulaziz Al-Shereid    |
|    | Arabia Saudita (bandiera) | C     | Shaye Sharahili         |
|    | Arabia Saudita (bandiera) | D     | Awadh Khrees            |
|    | Arabia Saudita (bandiera) | D     | Hussien Hawsawi         |

### Rosa 2019-2020
Aggiornata al 19 dicembre 2019.
| N. |                           | Ruolo | Calciatore       |
| -- | ------------------------- | ----- | ---------------- |
| 3  | Brasile (bandiera)        | D     | Igor Rossi       |
| 4  | Brasile (bandiera)        | D     | Raphael Silva    |
| 7  | Curaçao (bandiera)        | D     | Roly Bonevacia   |
| 8  | Brasile (bandiera)        | C     | Luisinho         |
| 9  | Brasile (bandiera)        | C     | Willian          |
| 10 | Arabia Saudita (bandiera) | C     | Tariq Al-Kabe    |
| 12 | Arabia Saudita (bandiera) | D     | Khalid Al-Ghamdi |
| 14 | Arabia Saudita (bandiera) | C     | Omar Al-Suhaimi  |
| 15 | Arabia Saudita (bandiera) | A     | Ramzi Solan      |
| 16 | Arabia Saudita (bandiera) | C     | Ibrahim Ghaleb   |
| 17 | Arabia Saudita (bandiera) | C     | Ahmed Ashraf     |
| 18 | Arabia Saudita (bandiera) | D     | Mohammed Qassem  |

| N. |                              | Ruolo | Calciatore           |
| -- | ---------------------------- | ----- | -------------------- |
| 21 | Arabia Saudita (bandiera)    | D     | Aqel Al-Sahbi        |
| 22 | Arabia Saudita (bandiera)    | C     | Abdullaziz Al-Dosari |
| 23 | Arabia Saudita (bandiera)    | D     | Awadh Khrees         |
| 26 | Arabia Saudita (bandiera)    | P     | Mustafa Malayekah    |
| 27 | Arabia Saudita (bandiera)    | C     | Doaihy Al-Sahli      |
| 28 | Arabia Saudita (bandiera)    | P     | Ahmed Al-Kassar      |
| 34 | Paesi Bassi (bandiera)       | C     | Youssef El Jebli     |
| 36 | Arabia Saudita (bandiera)    | P     | Raghed Najjar        |
| 55 | Arabia Saudita (bandiera)    | C     | Moshari Al-Thamali   |
| 77 | Arabia Saudita (bandiera)    | C     | Khalid Al-Kabi       |
| 87 | Arabia Saudita (bandiera)    | A     | Meshal Khayrallah    |
| 88 | Trinidad e Tobago (bandiera) | C     | Khaleem Hyland       |

## Allenatori
- Acácio Casimiro (2006)
- Akram Ahmad Salman - (lug. 2009-giu. 2010)
- Zlatko Dalić (lug. 2010-giu. 2012)
- Marc Brys (giu. 2012-dic. 2013)
- Gianni Solinas (dic. 2013-giu. 2014)
- Stéphane Demol (lug. 2014-apr. 2015)
- António Oliveira (apr.-giu. 2015)
- Liviu Ciobotariu (giu. 2015-mag. 2016)
- Hélio dos Anjos (23 maggio 2016-9 novembre 2016)
- Fahd Elouarga (ad interim) (9 novembre 2016-19 novembre 2016)
- Tomislav Ivković (19 novembre 2016-19 febbraio 2017)
- Giovanni Solinas (20 febbraio 2017-5 maggio 2017)
- Vuk Rašović (29 maggio 2017-3 maggio 2018)
- Mircea Rednic (2 luglio 2018-8 ottobre 2018)
- Péricles Chamusca (14 ottobre 2018-1º giugno 2021)
- Paolo Tramezzani (18 giugno 2021-7 ottobre 2021)
- Daniel Ramos (7 ottobre 2021-24 febbraio 2022)
- Fahd Elouarga (ad interim) (24 febbraio 2022-27 febbraio 2022)
- Marinos Ouzounidis (27 febbraio 2022–30 giugno 2022)
- Ante Miše (12 luglio 2022-19 gennaio 2023)
- Marinos Ouzounidis (23 gennaio 2023-in carica)